# Praha 21
Městská část Praha 21 leží na východním okraji Prahy, v městském obvodu Praha 9, a její území je tvořeno katastrálním územím Újezd nad Lesy. Jako samosprávná městská část vznikla 24. listopadu 1990 a až do 31. prosince 2001 měla oficiální název Praha-Újezd nad Lesy. Navazuje však na identitu někdejší obce Újezd, která vznikla 14. srpna 1921 a i po připojení k Praze roku 1974 si zachovala svůj místní národní výbor.

## Správní obvod Praha 21
Městská část vykonává rozšířenou přenesenou působnost státní správy též pro městské části Klánovice, Koloděje a Běchovice.